# Inga sellowiana
Inga sellowiana là một loài rau đậu thuộc họ Fabaceae.
Loài này chỉ có ở Brasil.